# Jefferson County (Colorado)
Jefferson County is een county in de Amerikaanse staat Colorado.
De county heeft een landoppervlakte van 2.000 km² en telt 527.056 inwoners (volkstelling 2000). De hoofdplaats is Golden.

## Bevolkingsontwikkeling

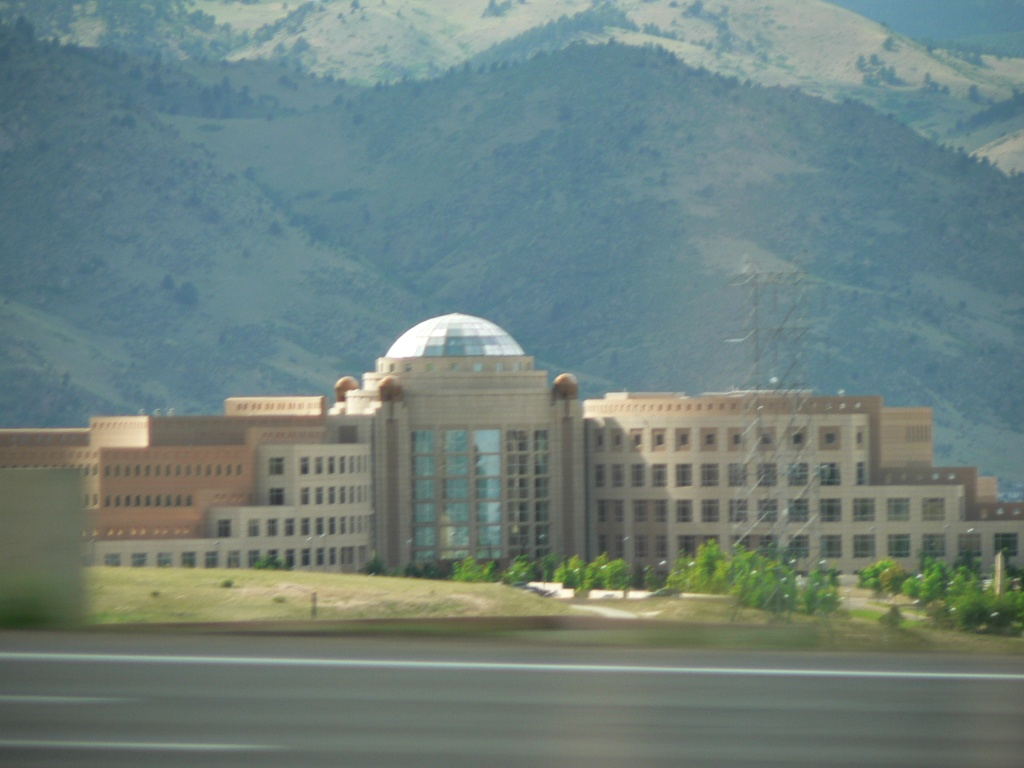
Jefferson County Courthouse